# Olavo de Carvalho
Olavo Luiz Pimentel de Carvalho GCRB (Campinas, 29 de abril de 1947 – Richmond, 24 de janeiro de 2022) foi um jornalista, escritor, astrólogo, ensaísta, polemista, influenciador digital e ideólogo brasileiro, reconhecido como um notório teórico da conspiração e um representante intelectual do conservadorismo no Brasil, com expressiva influência na extrema-direita, sendo apontado como um responsável pelo surgimento da Nova Direita brasileira. Foi considerado um "guru" do ex-presidente da República Jair Bolsonaro e do bolsonarismo, qualificação que rejeitava.
Seu discurso era caracterizado pela recusa do que chamava de "politicamente correto" e pela presença de ataques ad hominem e de termos chulos. Diversas publicações indicaram que os livros e artigos de Carvalho divulgavam teorias conspiratórias e informações incorretas, e apontaram que o polemista fomentava discursos de ódio e anti-intelectualistas. Crítico da modernidade, demonstrava interesse por filosofia histórica, história dos movimentos revolucionários, tradicionalismo e religião comparada. Apesar de relativo sucesso de vendas, seu trabalho não teve impacto no meio acadêmico e seus escritos no campo da filosofia são rejeitados por vários especialistas. De 2005 até ao fim da vida, viveu em Richmond, Virgínia, Estados Unidos.

## Biografia
Olavo de Carvalho foi simpatizante das ideias e filiado ao Partido Comunista Brasileiro, tendo militado em sua juventude ventilando ideias opositoras à ditadura militar brasileira entre 1966 e 1968, mas tornou-se anticomunista a partir da década seguinte, posição que manteve até o fim da vida. O PCB nunca confirmou ou negou sua filiação ao partido, tendo o mesmo se dissolvido em 1992.
Como astrólogo, colaborou no primeiro curso de extensão universitária em astrologia da Pontifícia Universidade Católica de São Paulo (PUC-SP), em 1979, oferecido a formandos em psicologia. Como escritor, lançou sua primeira publicação em 1980, A Imagem do Homem na Astrologia. Em 2013, lançou O Mínimo que Você Precisa Saber para não Ser um Idiota, coleção de textos curtos publicados na imprensa. Outros de seus livros mais conhecidos são O Jardim das Aflições (1995) e O Imbecil Coletivo (1996).

### Carreira
Em fevereiro de 1977, começou a colaborar para o caderno literário "Folhetim", publicado na Folha de S.Paulo. Nos anos seguintes, atuou como colunista nos jornais O Globo, Jornal do Brasil, Folha de S.Paulo, Zero Hora, dentre outros.
Em 1979, fundou a Escola Júpiter de Astrologia (na época situada na região dos Jardins, zona oeste de São Paulo), juntamente com Antônio Carlos Harres e Mary Lou Simonsen (filha do empresário Mário Wallace Simonsen). A escola organizou eventos, palestras e dois seminários; o primeiro, "Pequeno Seminário de Astrologia", em fevereiro de 1979, e o segundo em setembro de 1979. Uma das ex-alunas da escola foi a astróloga e cientista social Barbara Abramo, cuja família fundou o Partido dos Trabalhadores. Olavo de Carvalho ministrava cursos de astrologia e outros temas; em um desses cursos, com duração de oito meses aulas semanais, Olavo ofereceu "Orientação Profissional Segundo a Astrologia". Em 1979, colaborou no primeiro curso de extensão universitária em astrologia da Pontifícia Universidade Católica de São Paulo (PUC-SP), oferecido a formandos em psicologia.
Na década de 1980 tornou-se membro da Tariqa, ordem mística muçulmana liderada por Frithjof Schuon. Embora admita a importância do Islã em sua formação, mais tarde lamentou a sua expansão no Ocidente. Em 1986, foi premiado pela Universidade de Alazar e pelo Reino da Arábia Saudita pela escrita de uma obra sobre o profeta Maomé.
Estudou no Conpefil (Conjunto de Pesquisa Filosófica) da Pontifícia Universidade Católica do Rio de Janeiro por três anos, sob a direção do professor e padre Stanislavs Ladusãns. Apresentou os trabalhos Estrutura e Sentido da Enciclopédia das Ciências Filosóficas de Mário Ferreira dos Santos e Leitura Analítica da "Crise da Filosofia Ocidental" de Vladimir Soloviov, mas não concluiu o curso, saindo dele após a morte de Ladusãns em 1993 – não possuindo, portanto, nenhuma titulação acadêmica convencional.
Em 1996, publicou O imbecil coletivo: atualidades inculturais brasileiras, no qual criticou duramente o meio cultural e intelectual brasileiro. A obra recebeu elogios do jornalista Paulo Francis e do economista Roberto Campos, que classificou Olavo como "um filósofo de grande erudição".
Debateu com o russo Aleksandr Dugin (cientista político, conselheiro do presidente da Rússia Vladimir Putin e principal ideólogo do eurasianismo) sobre a Nova Ordem Mundial, gerando em 2012 o livro "Os EUA e a Nova Ordem Mundial". Dugin concluiu que a posição de Olavo foi "muito pessoal, idiossincrática e irrelevante". O ensaísta libertário romeno Horia-Roman Patapievici elogiou muito a postura e os argumentos de Olavo no debate, considerando sua réplica brilhante.
Em 2013, publicou O Mínimo que Você Precisa Saber para não Ser um Idiota. O livro é um apanhado de 193 artigos escritos por ele de 1997 até a data de publicação, tendo vendido aproximadamente 320 mil exemplares. A obra recebeu elogios dos jornalistas Carlos Ramalhete, Euler de França Belém, Paulo Briguet, Reinaldo Azevedo e do padre Paulo Ricardo; bem como da livraria da Folha de S.Paulo.
Em 2015 iniciou seu canal homônimo no YouTube, atualmente com mais de 1 milhão de inscritos e pelo menos 81 milhões de visualizações. Segundo coluna escrita pelo jornalista Ancelmo Gois, também ex-filiado ao Partido Comunista Brasileiro, o canal de Olavo era categorizado como "Comédia"; atualmente o YouTube não mais exibe categorias nos canais. Sua página no Facebook é seguida por pelo menos 551 mil usuários. Nas redes sociais, fazia críticas à imprensa, ao cenário cultural e à universidade; atribuindo aos movimentos progressistas culpabilidade da deterioração desses espaços que, segundo ele, teriam se tornado apenas campos de burocracia e rituais de doutrinação. Em 15 de agosto de 2018, suas páginas do Facebook foram bloqueadas por trinta dias; Olavo atribuiu o bloqueio a "piadinhas" que fez a dois ex-alunos de seu curso online de filosofia, Carlos e Jorge Velasco.
Até 2016 escreveu para o Diário do Comércio (veículo de propriedade da Associação Comercial de São Paulo), na coluna "Mundo Real". Tornou-se um dos principais difusores das ideias de extrema-direita no Brasil. Ainda em 2016, Donald Trump classificou Carvalho como "um dos maiores intelectuais conservadores do mundo". Ele ganhou grande repercussão depois da eleição de Jair Bolsonaro em 2018, sendo um importante teórico de seu governo.
Embora a obra de Carvalho tenha tido sucesso de audiência entre o público geral, não obteve grande repercussão na academia brasileira.

### Política

#### Opiniões políticas

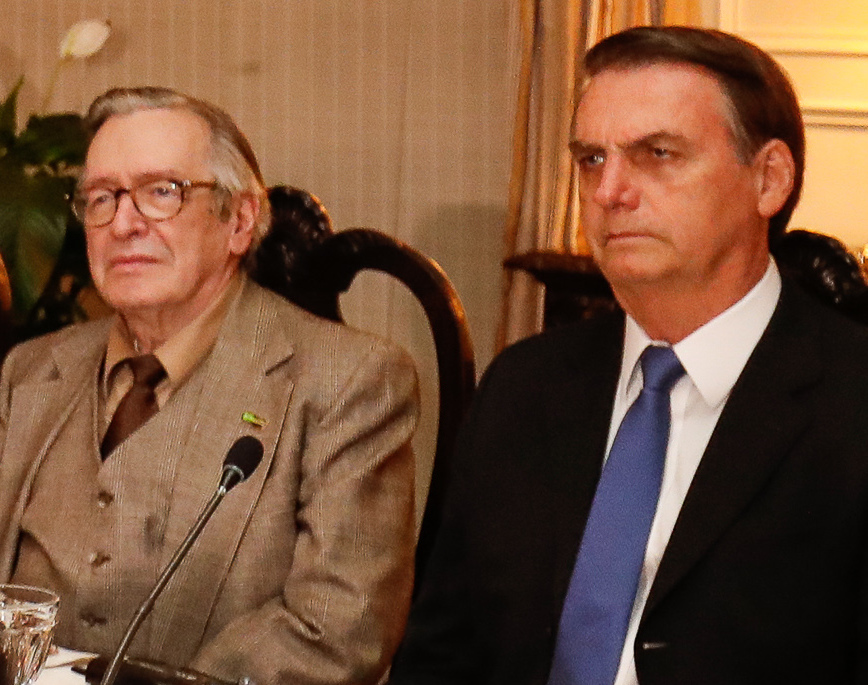
Carvalho e Jair Bolsonaro em 2019

Olavo afirmava que suas ideias não se enquadravam em uma categoria ideológica, condenando quem adota posições por automatismo sustentado por ideologias. Ele aponta que o coeficiente de esquerda ou de direita está nos olhos do observador e varia conforme as épocas e os lugares. Olavo dizia que preferia se manter afastado dos enquadramentos ideológicos no Brasil, muito embora se visse alinhado à direita americana.
Para Carvalho, a esquerda política brasileira conseguiu dominar a universidade, a mídia, a cultura e a política do país, empregando os métodos da revolução passiva (a "revolução sem revolução") de Antonio Gramsci.
Entre indivíduos já criticados por Olavo estão Lula, Fidel Castro, Barack Obama, entre outros. Poder-se-ia citar ainda entidades como o Foro de São Paulo, o Movimento dos Trabalhadores Rurais Sem Terra (MST), o eurasianismo, o Partido dos Trabalhadores, as FARC e a Confederação Nacional dos Bispos do Brasil. Criticava bastante o desarmamento civil, e alegava que as organizações desarmamentistas estavam ligadas aos interesses de grupos milionários nacionais e estrangeiros.
Em um artigo jornalístico produzido em dezembro de 2010 para a revista Época, o autor sugeriu que Ladislav Bittman teria, na posição agente da StB, conduzido operações de bandeira falsa e desinformação, fazendo com que as agências de inteligência norte-americanas levassem a culpa pelo golpe de 1964 no âmbito das escolas e da mídia brasileira.
Em 1996, Carvalho "profetizava", em entrevista ao jornalista Pedro Bial, no telejornal da Globo Bom Dia Brasil, que apesar do então recente colapso socialista na URSS, a esquerda brasileira iria ascender ao poder com grande força, já que, de acordo com ele, "a partir da década de 1960, foram adotando a estratégia gramsciana, que é a de fazer a revolução cultural primeiro para fazer a revolução política depois". Ainda acrescentou que "muitas vezes [os esquerdistas] têm poder, mas não assumem que têm, então continuam se sentindo perseguidos e infelizes".
Em entrevista à BBC em dezembro de 2016, Olavo, quando perguntado sobre a direita brasileira, afirmou: "quis que uma direita existisse [no Brasil], o que não quer dizer que eu pertença a ela. Fui o parteiro dela, mas o parteiro não nasce com o bebê". Para ele "atualmente é obrigatório estar na direita", mas deixou claro que não tem "compromisso com nenhuma política em particular".
Em abril de 2016, a Associação Brasileira Interdisciplinar de AIDS (Abia) condenou as declarações de Olavo de Carvalho sobre o episódio em que o deputado Jean Wyllys cuspiu no também deputado Jair Bolsonaro, durante votação do impeachment de Dilma. Nas redes sociais, Olavo afirmou que Jean, como "membro de um grupo de risco", deveria se submeter a um exame para verificar "se sua saliva não transmite o vírus da Aids". Em nota, a Abia recomendou que ele "seja imediatamente submetido a exames para verificar se sua saliva não transmite o vírus da ignorância e do preconceito" e lamentou as "doses vergonhosas de desinformação e desrespeito" de Olavo de Carvalho em relação às pessoas que vivem com HIV/AIDS no Brasil.

#### Racismo e supremacia branca
A posição de Olavo de Carvalho relativamente à reivindicação, pelo movimento negro brasileiro e americano, de reparação prático-político-institucional pelo colonialismo-escravismo-racismo contra os povos negros, vertida, em particular, na sua obra O Imbecil Coletivo, pode definir-se por quatro ideias estruturantes:
1. Negros não têm direito a reparação alguma e ela representa uma incongruência e uma seletividade, já que, antes de serem escravizados, os próprios negros – quando foram faraós no Egito – escravizaram judeus e árabes;
2. A culpa pela escravização dos negros é dos próprios negros, por causa de sua cultura decadente, desestruturada e degenerada, cujo maior exemplo são suas tradições religiosas mágico-animistas africanas;
3. Negros não deram nenhuma contribuição cultural à civilização ocidental, mas apenas uma contribuição material, sob a forma do trabalho escravo, não tendo por que reivindicar qualquer tratamento especial por parte do Ocidente branco;
4. A cultura negra é inferior à cultura ocidental, à tradição judaico-cristã, à ontoteologia greco-latina-medieval e ao Renascimento, não podendo sequer ser equiparada com esta, o que mais uma vez mostra que os negros mais ganharam que perderam com a colonização.[104]

Olavo de Carvalho recusava a práxis reparatória defendida pelo movimento negro em relação ao colonialismo-escravidão-racismo, em primeiro lugar porque todos os povos são criminosos em alguma medida e, portanto, não têm nada a cobrar uns dos outros. Assim, os negros africanos porque teriam uma vez governado o Egito, e escravizado por mais de mil anos aos povos semitas, entre eles árabes e judeus, não poderiam, consequentemente, exigir reparação pela escravidão que sofreram depois de toda a colonização, escravização e instrumentalização que cometeram àqueles que, posteriormente, fariam o mesmo que eles, só que agora com eles. Essa tendência de opressão e violência mútuas faria, adicionalmente, parte da constituição de todos os povos ao longo do tempo e, na verdade, além de revelar uma tendência humana básica do conflito entre Behemoth e Leviatã, aponta para o fato de que uma civilização somente pode ser conquistada quando é fraca culturalmente e quando está em desestruturação e degeneração em termos político-morais. Assim, aliado ao fato de que negros escravizaram árabes e judeus quando foram faraós do Egito, o que já revelaria uma contradição teórica e uma má-fé moral seletivas contra os brancos, tem-se a própria questão de que eles foram colonizados, dominados e escravizados porque estavam em decadência cultural, enfraquecidos como civilização, desestruturados social e politicamente. E por que estavam nessa condição de crise civilizacional? Por causa de suas tradições religiosas mágico-animistas tribalizadas, que os condenavam ao bizarro, à regressão e à ossificação. A colonização europeia-branca teria sido, assim, somente um adendo, um ponto superficial em uma realidade de desestruturação, degeneração e apagamento cultural-civilizacional vivido pelo povo negro por causa de seus próprios déficits antropológicos, em particular de suas tradições religiosas. Se por um lado negros também foram senhores de escravos – entre si, dos árabes e dos judeus –, por outro é importante considerar-se que a culpa pela escravidão é dos próprios negros e de sua cultura decadente, e não dos brancos europeus, os quais conseguiram sua supremacia por causa de sua cultura superior. Desse modo, segundo Olavo de Carvalho, não há qualquer reparação a ser paga e a crítica aos brancos é pura e simplesmente seletiva, incongruente e acrítica.
Em segundo lugar, Olavo de Carvalho, ao negar a responsabilização social-institucional na exata medida em que recusa a determinação social, institucional, macroestrutrual da subjetividade, do lugar sociopolítico do indivíduo, reduz toda a dinâmica humana à ação e ao protagonismo individuais. Não existe a sociedade enquanto macroestrutura ou macrodinâmica se sobrepondo, subsumindo e determinando de modo férreo ao indivíduo. A culpa pelo que somos é nossa, como indivíduos, não da sociedade enquanto macroestrutura: não existe a sociedade como macroestrutura totalizante, não existe as instituições enquanto sistemas objetivos que determinam socialização e subjetivação de modo último e, finalmente, não existe a classe social, o partido político, a massa amorfa que subsumam e anulem os indivíduos. Estes indivíduos, cada um dos indivíduos, não podem explicar seu fracasso ou seus méritos por causa de supostas condições objetivas, mas por seu protagonismo ou pela falta dele. Assim, Olavo de Carvalho nega a política, a história e a ação humana intersubjetiva e afirma a centralidade do indivíduo, de Deus e da graça divina, reduzindo a busca pela verdade a uma cruzada pessoal em termos de interiorização como intuição direta, imediata e mediada do indivíduo para com Deus. Portanto, nesse caso, o movimento negro não pode exigir reparação pela sua condição de miséria, de exclusão e de desigualdade contemporânea porque cada indivíduo negro faz parte de uma sociedade que aboliu a escravidão e que equalizou a todos há mais de cem anos, tendo tempo e condições suficientes para se desenvolver e modificar sua situação pessoal. Se não conseguiram, isso mais uma vez não se deve à herança colonial, escravocrata e racista, mas à sua incapacidade pessoal.
Em terceiro lugar, a posição de Olavo de Carvalho em relação ao (não)lugar das tradições negro-africanas na cultura/civilização ocidental assenta na ideia de que não houve contribuição cultural negro-africana à cultura/civilização ocidental, e que essa mesma civilização ocidental é universal, o que nos leva a concluir que as tradições negroafricanas são particulares, meramente contextuais. Convém referir que aquilo que Olavo de Carvalho entende por cultura/civilização ocidental diz respeito à conjunção da tradição ontoteológica judaico-cristã (incluindo-se, aqui, a filosofia-teologia medieval), da metafísica greco-latina e, como síntese desses momentos, do Renascimento. Assim, o que interessa a Olavo de Carvalho na sua definição da cultura/civilização ocidental é a universalidade da ontoteologia e, nesse caso, universalidade significa seja a perspectiva da escatologia cristã, representada de modo último pela revelação na correlação do Antigo e do Novo Testamento, seja a ideia filosófica de determinação da antropologia/cultura/normatividade pela religião/biologia, pela centralidade de fundamentos essencialistas e naturalizados com caráter pré-político, pré-cultural e anti-histórico sobre a história, a cultura, a política, a sociedade. Nessa concepção, não só não entram as tradições negroafricanas, inferiores à ontoteologia, como também não tem lugar a modernidade iluminista materialista, relativista, ateia, ideológica e totalitária. A ontoteologia é, assim, associada por Olavo de Carvalho diretamente ao espiritualismo, correlacionada tanto com essa perspectiva de um intuicionismo epistêmico altamente individualista que, pela sua impotência, necessita permanentemente da graça divina representada e doada por Jesus Cristo quanto com essa ideia de determinação religioso-biológica da antropologia-cultura-normatividade. Daqui devém a perspectiva dualista-maniqueísta de Olavo de Carvalho, de que só não é ideologia a ontoteologia e, nesse caso, a escatologia e a teodiceia judaico-cristãs, de que só não é ideologia o indivíduo e sua intuição direta, imediata, imediada, interiorizada e altamente pessoal da verdade, isto é, de Deus; e de que, então, todo o materialismo, toda a história, toda a política e toda ação intersubjetiva são apenas ideologias que negam a centralidade do indivíduo, que recusam o protagonismo do espírito e da graça, que deslegitimam a Deus e que buscam a manipulação e a massificação acima de tudo e contra a Verdade absoluta. Só a religião cristã e o indivíduo são bons; toda e qualquer forma política e histórica, sempre materialistas, são más, levam ao totalitarismo. Por isso mesmo, os verdadeiros valores universais são os valores do espírito, isto é, a condição religioso-biológica do homem e, então, a intuição individual, pessoal e direta do homem para com Deus. Todas as tradições culturais, filosóficas e políticas que destoam do arcabouço ontoteológico e que negam a centralidade seja do indivíduo de carne e osso, seja do espiritualismo, estão fora da universalidade, fora da cultura/civilização ocidental, sendo esse o caso dos povos negros e da própria modernidade iluminista.
Esta posição filosófica apresenta-se, então, extremamente mal construída, pela sua contradição epistêmica, ausência de critérios paradigmáticos, subjetivismo estrito, intuicionismo privatista, dualismo-maniqueísmo antropológico, fundamentalismo-dogmatismo religioso, postura antiobjetiva e antiestrutural em termos de justificação, imprecisão histórico-teórica, gerando, no âmbito ético-político, uma atuação antimoderna e antimodernizante que vai desde a recusa das minorias político-culturais, do Estado democrático de direito, dos direitos humanos e da discussão racional objetiva, cientificamente regulada, passa pela defesa do fundamentalismo e do dogmatismo religiosos como critério público institucional e chega exatamente ao autoritarismo e ao fascismo institucionais, sintetizado pelas máximas modelares do bolsonarismo hegemônico institucional e culturalmente. A consequência desta postura é a cegueira para a diversidade, a recusa da pluralização epistêmica, a negação da discussão racional-científica e, assim, a imoderação, a insensibilidade e o fechamento institucionais para a necessária reflexividade, criticidade e transformação das estruturas sociais, especialmente no que se refere às consequências de uma modernização conservadora altamente racista e autoritária.

#### Governo Bolsonaro
Em novembro de 2018, após a eleição presidencial brasileira, declarou que (se convidado) aceitaria ser o embaixador do Brasil nos Estados Unidos. Afirmou que, em caso de indicação pelo presidente eleito Jair Bolsonaro, este seria o único cargo que aceitaria. Segundo ele:
| “ | (…) O que o Brasil mais precisa é de dinheiro. E, como embaixador nos EUA, eu saberia fazer dinheiro. Eu peguei alguma prática desse negócio de comércio internacional no tempo em que morei na Romênia. Eu não sou um total ignorante no comércio internacional. (…) O embaixador no outro país tem autoridade total sobre seus conterrâneos ali. Pode mandar embora qualquer um, pode mandar prender qualquer um. Ele é um reizinho. Ele não tem que dar satisfação para a "petezada". | ” |

Era frequentemente citado pela imprensa como um "guru intelectual" de Jair Bolsonaro e dos filhos do presidente, mas rejeitava essa classificação e alegava que Bolsonaro era "aconselhado por generais covardes ou vendidos".
Apesar de negar que tivesse influência no governo, Olavo sugeriu nomes para ocupar cargos no primeiro escalão e estes foram acatados por Bolsonaro: o ministro das Relações Exteriores Ernesto Araújo e o ministro da Educação Ricardo Vélez Rodríguez, tendo esse último sido posteriormente substituído por Abraham Weintraub, também aluno de Olavo.
Em 2020, mais afastado do governo, gravou um vídeo chamando Bolsonaro de "covarde" e declarando que teria condições de tirá-lo da presidência. Em dezembro de 2021, afirmou que Bolsonaro o usara como "garoto-propaganda" para se eleger.
O deputado Rodrigo Maia afirmou que Carvalho comandava "um gabinete de ódio do exterior" em relação às críticas feitas ao então ministro da saúde, Luiz Henrique Mandetta.

### Ciência
Embora não tivesse formação acadêmica e seus escritos científicos sejam vistos por pesquisadores como pseudociência, Olavo criticou fortemente diversas figuras que ocupam lugar destacado na história das ciências, como por exemplo Isaac Newton, a quem acusa de ter disseminado "o vírus da burrice na Terra." A crítica estende-se ainda a Giordano Bruno, que segundo ele "não fez nenhuma descoberta (…). Nem sequer estudou as ciências modernas, física, astronomia, biologia ou matemática. Ele não foi condenado por defender teorias científicas, mas por prática de feitiçaria, que na época era crime", e a Galileu:
| “ | Um fundo de charlatanismo parece já ter sido introduzido na física por Galileu, quando proclamou ter superado a noção da ciência antiga, segundo a qual um objeto não impelido por uma força externa permanece parado — uma ilusão dos sentidos, segundo ele. Na realidade, pontificava, um objeto em tais condições permanece parado ou em movimento retilíneo e uniforme. E, após ter assim derrubado a física antiga, esclarecia discretamente que o movimento retilíneo e uniforme não existe realmente, mas é uma ficção concebida pela mente para facilitar as medições. Ora, se o objeto não movido de fora permanece parado ou tem um movimento fictício, isto significa, rigorosamente, que ele permanece parado em todos os casos, exatamente como o dizia a física antiga, e que Galileu, mediante um novo sistema de medições, conseguiu apenas explicar por que ele permanece parado. Ou seja, Galileu não contestou a física antiga, apenas inventou um modo melhor de provar que ela tinha razão, e que o testemunho dos sentidos, sendo verídico o bastante, não tem em si a prova da sua veracidade — coisa que já era arroz-com-feijão desde o tempo de Aristóteles. Foi este episódio que inaugurou a mania dos cientistas modernos de tomarem simples mudanças de métodos como se fossem "provas" de uma nova constituição da realidade. | ” |

Também era crítico do trabalho de Georg Cantor a respeito de números transfinitos, acusando-o de confundir "números com seus meros signos", vendo seu trabalho como um "jogo de palavras" e uma "falsa lógica".
Não acreditava no aquecimento global e fundamentava-se no episódio que ficou conhecido como Climategate, em que hackers, nas vésperas da Conferência de Copenhague, disseminaram milhares de e-mails de climatologistas da Universidade de East Anglia, visando minar a credibilidade da conferência. Além disso, Olavo apontou que o Climategate seria obra da família Rockefeller, do Council of Foreign Relations e do Clube de Bilderberg, indicando-os como atores principais da Nova Ordem Mundial, também responsáveis pelas "campanhas mundiais abortista e gayzista, da nova religião global biônica, da proposta do governo Obama para o controle universal da circulação de capitais".
Para Olavo, a AIDS não representava um risco para a população heterossexual, baseando-se no livro The Myth of Heterosexual Aids do jornalista Michael Fumento, não concordando também que a AIDS tenha sido um perigo iminente para toda a humanidade, alegando que essa ideia teria sido disseminada pela indústria farmacêutica e outros grupos para captar verbas governamentais.
Em janeiro de 2019, publicou um vídeo em que discorda da teoria da relatividade e do heliocentrismo citando a Experiência de Michelson-Morley — experimento que visava comprovar a hipótese de éter luminífero — o experimento mostrou-se infundado porque a velocidade da luz é constante independente do movimento do observador e em nada ajudou à teoria da relatividade e as comprovações de que os planetas giram ao redor do Sol já datam de séculos e até hoje recebe comprovações através de inúmeras descobertas. Também afirmou não ter conseguido encontrar nada que refute o terraplanismo.
Olavo de Carvalho já afirmou que células de fetos eram utilizadas na fabricação da Pepsi. Apesar de criada fora do Brasil, Olavo foi o principal disseminador dessa fake news. O vídeo viralizou na época do Orkut. Carvalho disse ainda que quem tomasse produtos da PepsiCo era "um abortista terceirizado". A Agência Lupa e o Polígrafo analisaram o caso e concluíram que é uma fake news. A controvérsia surgiu devido a um contrato entre a PepsiCo e a Senomyx; esta última utilizava uma cultura de células do tipo HEK-293, extraídas de um feto legalmente abortado nos Países Baixos em 1973, para criar novos sabores. No entanto, as células sofreram modificações e multiplicaram-se por mais de 45 anos em diferentes partes do mundo e, atualmente, nenhuma das células originais integra qualquer uma das culturas de HEK-293. Assim, é falso dizer que células de feto são utilizadas na Pepsi. Em dezembro de 2019, a PepsiCo afirmou que "não tem mais qualquer relação comercial com a Senomyx e não realiza ou financia pesquisas feitas com tecido humano ou culturas de células derivadas de embriões."
Em 22 de março de 2020, durante a pandemia de COVID-19, doença causada pelo coronavírus SARS-CoV-2, afirmou que não havia nenhum caso confirmado de morte pelo referido vírus no mundo e que a pandemia seria "uma invenção" e "a mais vasta manipulação de opinião pública que já aconteceu na história humana". Naquela data, a Organização Mundial da Saúde contabilizava mais de 294 mil casos da doença e 12.784 mortes dela decorrentes. A plataforma YouTube retirou o vídeo do ar, embora ele continuasse repercutindo no Twitter. Ele próprio foi diagnosticado com a doença em 16 de janeiro de 2022, oito dias antes de sua morte, cuja causa não foi divulgada.

#### Visões
Olavo não avaliava o mundo contemporâneo como uma realização do progresso, mas como um ocaso, expressão de uma crise da civilização que, segundo sua linha de pensamento, seria o adentrar na barbárie. Isso seria o resultado de um processo de fortalecimento da consciência coletiva, iniciado no Renascimento que atinge seu ápice na Revolução Francesa com a prevalência da "opinião pública". Segundo Benjamin R. Teitelbaum, que chegou a entrevistar Olavo, esse pensamento é típico de um tradicionalismo que acredita "que a humanidade está ao fim de um longo ciclo de declínio e que vai ser concluído com destruição e renascimento", em suas próprias palavras.
Olavo era crítico do que chama de "sacerdócio das trevas", que engloba o kantianismo, o hegelianismo, o marxismo, o positivismo, o pragmatismo, o nietzscheanismo, a psicanálise, a filosofia analítica, o existencialismo, o desconstrucionismo, a teologia da libertação, o relativismo moral, cultural e ético, dentre outras correntes filosóficas e intelectuais. Segundo Carvalho, essas correntes transferem a responsabilidade de conhecer a verdade do indivíduo para o coletivo. Defende a teoria da conspiração conhecida como "marxismo cultural".
Ele foi um grande crítico do pensamento coletivo nacional por sua suposta despreocupação com o futuro. De acordo com seu pensamento, a cultura brasileira, orientada sobretudo para a autodefinição da especificidade, inclina-se a supervalorizar o popular, o antropológico e o documental acima do que chama de valores supratemporais.
Em um debate em 1998, Carvalho afirmou que os mesmos que defendem o relativismo moral também possuem forte indignação moral, e que apesar de sua desvalorização no campo intelectual, no campo emocional as pessoas estão fortemente apegadas à ideia de moral.
No seu livro Aristóteles em Nova Perspectiva, Olavo escreve que há embutida nas obras aristotélicas uma ideia central que passou despercebida por quase todos os seus leitores e estudiosos.
Carlos Heitor Cony elogiou as publicações de Carvalho sobre Otto Maria Carpeaux e Bruno Tolentino o classificou como "filósofo finíssimo, um erudito verdadeiro e um homem honestíssimo".

## Recepção acadêmica
Embora o pensamento de Olavo tenha grande audiência entre o público geral, especialmente pelo uso que faz das mídias sociais, não obteve repercussão na academia, e diversos pesquisadores e especialistas em filosofia e política têm criticado suas opiniões. Para José Arthur Giannotti, professor emérito da Faculdade de Filosofia, Ciências e Letras da Universidade de São Paulo, a obra de Carvalho nunca foi uma referência no ambiente acadêmico e "é absolutamente irrelevante do ponto de vista filosófico". Na visão de Alvaro Bianchi, diretor do Instituto de Filosofia e Ciências Humanas da Universidade Estadual de Campinas, há pouca verdade na sua narrativa filosófica, considera bizarra e equivocada sua interpretação da história da filosofia, e diz não entender como "essa montanha de erros parece consistente para seu público". Ao mesmo tempo, o acadêmico diz que sua fala "se mostra persuasiva e eficaz por abordar os medos e as inseguranças do homem comum perante as transformações do mundo contemporâneo", apresentando uma explicação simples mas equivocada para os problemas atuais: "Marxistas, feministas e gays teriam provocado a crise da civilização cristã e empurrado a sociedade para o abismo. É obviamente uma teoria conspiratória à qual pessoas comuns podem se agarrar quando não conseguem uma explicação razoável para seus medos".
Esther Solano, doutora em Ciências Sociais e professora da Universidade Federal de São Paulo, pensa que a notoriedade de Carvalho só se explica no contexto das redes sociais, sabendo se comunicar "com base em frases polêmicas, conteúdos curtos, mensagens fáceis e ataques". Fabricio Pontin, doutor em Filosofia Política e professor de Direito e Relações Internacionais na Universidade La Salle, diz não ter "a menor dúvida" de que ele "guarda um grande rancor dos anos que ele passou sendo achincalhado pelo establishment universitário brasileiro". Comentando sobre a forma do seu discurso, disse que "o jogo do Olavo é plantar algum tipo de dúvida sobre uma questão consolidada no discurso público", e a partir disso ele desqualificava todas as inferências sobre os fatos consumados. Apesar da crítica, Pontin disse que ele soube aproveitar muito bem o espaço deixado aberto pela academia em sua recusa de abandonar seu próprio ambiente e dialogar com o grande público: "Acho que toda essa polêmica ao redor do Olavo é uma excelente oportunidade para o pessoal nas universidades acordar e começar a pensar, sobretudo a Filosofia Política e Moral, para além das bolhas e câmaras de eco da universidade".
Geovani Moretto, coordenador do curso de filosofia da Pontifícia Universidade Católica do Paraná, afirma que antigamente se admirava com a capacidade de Olavo "debater a filosofia a partir de questões cotidianas, da política e da economia". No entanto, Moretto diz que Olavo virou aquilo que tanto criticava: um dogmático. Daniel Tourinho Peres, doutor em Filosofia e professor da Universidade Federal da Bahia, disse que "Olavo de Carvalho é um obscurantista, retrógrado, seu discurso é puramente ideológico e não tem sustentação argumentativa", e seu pensamento representa uma ameaça para o sistema universitário e para a ciência. Bruno Lima Rocha, doutor em Ciência Política, considera que sua notoriedade advém da quebra dos padrões do politicamente correto e, por consequência, não se compromete com "a correção na política e menos ainda no reconhecimento dos direitos de reconhecimento, diversidade, diferença sem desigualdade e um país pluriétnico".
Liriam Sponholz, pós-doutora em Comunicação e livre-docente na Alpen-Adria-Universität em Klagenfurth, e Rogério Christofoletti, doutor em Comunicação e professor da Universidade Federal de Santa Catarina, reconheceram Olavo como um representante do discurso de ódio no Brasil. Para Flávio Moura, doutor em Sociologia, em seus escritos abundam afirmações delirantes, preconceituosas e intolerantes, e nos últimos anos Olavo "deixou de se preocupar com a solidez dos argumentos" e "desistiu do reconhecimento dos intelectuais sérios", transformando-se em figura burlesca. "Nesse processo, foi abandonado pela direita inteligente e assumiu a condição de guru de uma turma desprovida de formação, movida a ódio e ressentimento".
Segundo João Vitor Santos, em matéria para a Revista do Instituto Humanitas da Unisinos, ele "é tomado por muitos como um dos centrais pensadores da extrema direita brasileira", e em pesquisa desenvolvida para estudar os impactos do seu discurso, analisando seus textos, vídeos e aulas, Rosa, Rezende & Martins concluíram que ele é "certamente o maior influenciador das novíssimas direitas conservadoras no Brasil". Para os autores, "é possível verificar que a construção supostamente teórica apresentada por ele se fundamenta exclusivamente em pesquisas que visam localizar determinados escritos que corroboraram as suas análises, independente de sua veracidade. O que conta é a possibilidade de confirmar tudo aquilo que reitera a sua teoria conspiratória". Continuando a análise, os pesquisadores consideram que sua visão de mundo é em boa parte baseada em informações equivocadas, e é excessivamente simplificada numa grande polarização, onde, de um lado, estão as pessoas que considera "de bem", as que "trabalham, que seguem uma vida reta, cristã, dentro da lei e da ordem", e do outro, os que não se encaixam nessa construção, onde se incluem "os esquerdistas, comunistas, anarquistas, índios, prostitutas, gays, drogados, defensores de bandidos e dos direitos humanos". Para os pesquisadores, essa dicotomia, a despeito de sua inconsistência, artificialidade e parcialidade, não obstante exerce um importante impacto social e aparece para o público como verdade, "mesmo sendo fake news", além de servir como munição para grupos conservadores articulados por canais da internet e dedicados a uma suposta moralização da sociedade, mas divulgando informações equivocadas, distorcidas ou sem fontes, além de promoverem o racismo de Estado alegadamente "em defesa da sociedade".
Outros críticos incluem Janer Cristaldo, o engenheiro José Colucci Jr., e os jornalistas Mário Augusto Jakobskind e Sebastião Nery. Este último afirmou notar a falta de formação acadêmica em filosofia de Olavo, o que o impediria de lecionar a matéria em âmbito acadêmico, dizendo ainda que "isso tem nome: falsidade ideológica. E está no Código Penal".

## Disputas judiciais

### Críticas contra ex-guerrilheiro
Em março de 2001, o aposentado professor de filosofia e ex-guerrilheiro João Carlos Kfouri Quartim de Moraes, associado ao grupo extremista de esquerda conhecido como "Vanguarda Popular Revolucionária", foi entrevistado pelo jornal da Unicamp. Eventualmente, os estudantes perguntaram se o mesmo chegara a participar de ações armadas contra a ditadura, ao que ele respondeu que havia participado "de uma ou outra", e que era "solidário aos companheiros que pegaram em armas" para combater a violência de golpistas, torturadores e "agentes do imperialismo"; o professor então mencionou o assassinato de Charles Rodney Chandler, oficial dos EUA, afirmando sem provas que o mesmo "nos bastidores, treinava torturadores".
Sobre o assassinato, ele acrescentou:
| “                                                                          | Essa ação me valeu dois anos de condenação. Não participei diretamente, mas eu era da direção do grupo. Poderia valer até 20 anos de cadeia, não interessa. O gringo veio aqui ensinar torturador... Ele estava achando que ia fazer o que queria, estava subestimando o fato de que havia uma resistência armada à ditadura. | ” |
| — João Quartim de Moraes, Unicamp - Entrevista: O inventário inacabado [1] | |   |

A entrevista chegou ao conhecimento de Olavo em algum momento de 2007, que então comunicou leitores do Jornal do Brasil (provavelmente através de uma coluna) sobre as declarações do professor. Quartim, no entanto, se indignou com a informação, afirmando que era "uma mentira deslavada" que ele teria tido relação com o assassinato; mudando radicalmente de postura sobre seu envolvimento ao responder as acusações em entrevista ao jornal eletrônico vermelho.org.br, ligado ao PT. A entrevista, bastante longa, não faz menção ao material da Unicamp. Olavo, publicando um artigo para o Jornal do Brasil, ironizou a situação:
| “                                                           | [...] Fui acusado, pelo próprio Quartim, de publicar “uma mentira deslavada”. Em entrevista ao jornal eletrônico www.vermelho.org , reproduzida no site oficial do PT, o referido jura, agora, que não foi condenado por essa ação terrorista, mas por outro motivo. Não vou me perguntar se ele tem falta de memória ou falta de vergonha. Ambas essas deficiências aparecem sintetizadas na mentira esquecida, atribuída retroativamente a quem teve a imprudência de acreditar nela. | ” |
| — Olavo de Carvalho, Jornal do Brasil, 30 de agosto de 2007 | |   |

Olavo então dedica um parágrafo inteiro da publicação com retóricas à outras declarações de Quartim, que afirmou à Unicamp que "grande parte" dos indiciados pela morte do militar estadunidense teriam terminado nos "porões do DOI-CODI"; contra-argumentou, exibindo a lista total de indiciados pelo crime, publicada na Folha da Tarde de 28 de novembro de 1969, a qual demonstrava que nenhum dos envolvidos havia morrido no órgão, e que os sobreviventes atuavam como professores universitários ou políticos petistas. Olavo finalizou, dirigindo uma série de aforismos criticando tanto a brutalidade de torturadores militares quanto da esquerda revolucionária:
| “                                                           | Matar prisioneiros inermes é um crime monstruoso em qualquer circunstância. Mas a liderança comunista tem-se esforçado para que aqueles que o cometeram sob as ordens do Estado brasileiro sejam objeto de castigo, enquanto os que fizeram o mesmo a mando de organizações terroristas são homegeados (sic) como heróis. A última dessas homenagens glorificou a figura macabra de Carlos Lamarca – tão macabra quanto a de qualquer torturador do DOI-CODI –, que não só matou um prisioneiro amarrado, mas o fez em pessoa, com sucessivas coronhadas, esmagando-lhe metodicamente o crânio. Naturalmente, esperar que crimes iguais tenham tratamento igual é extremismo de direita. | ” |
| — Olavo de Carvalho, Jornal do Brasil, 30 de agosto de 2007 | |   |

Em razão das críticas realizadas em seus artigos e webcast, Olavo foi acionado judicialmente, ainda em 2007. Em sentença de 28 de novembro de 2012, somente as empresas responsáveis pelos jornais em que realizou publicações foram condenadas a indenizar Quartim por danos morais, constando que Olavo deixou de fazer parte do processo. Houve desistência posterior do autor do prosseguimento  da ação (Quartim) por Olavo residir em "local incerto", fora do país.

### Reinaldo Azevedo
Olavo acionou judicialmente em 2016 a Editora Abril devido a comentários feitos pelo jornalista Reinaldo Azevedo em blog mantido na página da Revista Veja, mas em primeira instância teve seu pedido de direito de resposta negado em duas ações. Uma terceira ação tramita na Vara Criminal de Barueri, por injúria, contra o próprio jornalista.

### Acusações contra Caetano Veloso
Em 2017, Caetano Veloso entrou com uma ação contra Olavo de Carvalho por tê-lo acusado no Twitter de pedofilia por causa de seu relacionamento com Paula Lavigne. Caetano e Paula começaram a se relacionar em 1982, quando tinham 40 e 14 anos respectivamente. O casal tem dois filhos, se separaram em 2009 e reataram em 2016. Apesar de controversa, a união não se enquadrava como crime na época. Essa não é a primeira vez que os dois brigam. Olavo chegou a registar uma queixa-crime após Caetano Veloso criticá-lo em artigo para a Folha de S.Paulo. Olavo foi apenas uma entre várias pessoas processadas pelo casal na ocasião, como o pastor Marco Feliciano e membros do MBL. Olavo foi condenado a pagar R$ 2,9 milhões e a apagar as postagens ofensivas do Twitter. Olavo pagou R$ 65 966,78 em 2020, mas se negou a apagar as postagens. Por isso, foi condenado a pagar uma multa diária de R$ 10 mil até que as ordens judiciais fossem cumpridas. A multa acumulou em R$ 2,9 milhões e Olavo entrou com um recurso, que foi negado em 2021. Com a morte de Olavo em 2022, Caetano terá que esperar a partilha de seus bens se quiser continuar com o processo.Em 2019 foi condenado na justiça a pagar uma dívida milionária a Caetano Veloso, após dizer em rede social que ele seria pedófilo.
Em 2021, a 5.ª Câmara de Direito Privado do Tribunal de Justiça do Estado de São Paulo determinou que a revista IstoÉ excluísse de seu site uma reportagem que mostra Olavo de Carvalho como um bobo da corte. A reportagem foi capa da edição de maio de 2019; nela, Carvalho aparecia com um chapéu de bobo da corte com a expressão "o imbecil". Para o Tribunal, a matéria "acabou por, sem dúvida, encerrar ofensas à dignidade e à moral do demandante", determinando ainda que a IstoÉ pagasse uma indenização de 40 mil reais a Carvalho.

## Site"Mídia Sem Máscara"
O Mídia Sem Máscara (MSM) foi um website fundado por Olavo em 2002 com o objetivo de combater o "viés esquerdista da grande mídia brasileira". O site se estrutura ao redor de um grupo de redatores e editores, majoritariamente brasileiros.
Em janeiro de 2018, o conselho editorial era formado por Olavo de Carvalho, Edson Camargo, Graça Salgueiro, Heitor de Paola, Percival Puggina, Nivaldo Cordeiro, Ipojuca Pontes e Carlos I. S. Azambuja, o editor executivo era Edson Camargo.

## FilmeO Jardim das Aflições
O cineasta pernambucano Josias Teófilo dirigiu um filme que aborda a vida doméstica, biografia e visão de mundo de Olavo de Carvalho, rodado na residência deste em Colonial Heights, EUA. O longa-metragem O Jardim das Aflições, título retirado de um de seus livros, contou com a produção de Matheus Bazzo e direção de fotografia de Daniel Aragão. O filme foi inteiramente realizado com recursos captados através de financiamento coletivo e foi lançado em 2017. Ao todo foram quase três mil doadores e arrecadação de 320 mil reais. No festival Cine PE, realizado de 27 de junho a 3 de julho de 2017, O Jardim das Aflições foi premiado em três categorias: melhor montagem, júri popular e melhor filme.

## Vida pessoal
Olavo de Carvalho foi amplamente considerado um autodidata. Segundo o próprio, ele abandonou a escola na "quarta série do ginásio", o equivalente ao 9º ano do ensino fundamental.
Em 2005, passou a residir na área rural do Condado de Dinwiddie, ao sul de Richmond, capital do estado norte-americano de Virgínia. Segundo ele, um dos motivos para sua mudança do Brasil aos Estados Unidos foi a chegada do Partido dos Trabalhadores (PT) à Presidência da República no Brasil e a hospitalidade oferecida pelos moradores locais.
De acordo com Gilberto Dimenstein, fundador do site de notícias alinhado à esquerda "Catraca Livre", Carvalho teria declarado em seu programa True Outspeak que em dezembro de 2009 recebera do governo dos Estados Unidos um visto de residência após aproximadamente três anos, ao final do qual passou a residir naquele país. A publicação alega que Olavo afirmou ter sido agraciado com um visto de "habilidades extraordinárias" (extraordinary abilities, no original), concedido pelo governo americano a pessoas com talentos especiais. Na publicação, que indexou documentos pessoais vazados de Olavo e capturas de tela do seu Facebook, o jornalista acrescentou que ele não preenchia os requisitos para esse tipo de visto, e que a informação teria sido checada por "vários advogados". Tais advogados, no entanto, não foram citados ou tiveram falas incluídas na notícia.
Após sua mudança para os Estados Unidos, além da manutenção periódica de seu website com novos artigos e ensaios, Carvalho ministrou cursos à distância e presenciais sobre História da Filosofia, bem como promoveu palestras e conferências. Estes cursos eram, para ele, uma forma encontrada para enfrentar o que definia como "a morte da alta cultura brasileira". Olavo foi também presidente de uma organização não governamental (ONG) chamada "Inter-American Institute".

## Morte
A família de Carvalho divulgou uma nota em redes sociais sobre sua morte, ocorrida em 24 de janeiro de 2022, oito dias após ser diagnosticado com COVID-19. Olavo estava internado num hospital em Richmond, na Virgínia, Estados Unidos. Embora a causa da morte não tenha sido divulgada junto da nota, sua filha Heloísa afirmou que ela se deveu à COVID-19. Por outro lado, Ahmed Youssif El Tassa, médico dele, disse que o motivo do falecimento teria sido uma "insuficiência respiratória aguda" associada a pneumonia bacteriana.
Olavo de Carvalho negava a existência da pandemia, chegando a afirmar, em 2020, que o coronavírus era "a mais vasta manipulação de opinião pública que já aconteceu na história humana". O escritor também era crítico da vacinação, da proteção pessoal com a utilização de máscara e do confinamento.
Após a sua morte, políticos de extrema-direita, como o presidente da República Jair Bolsonaro e seus filhos, lamentaram o ocorrido. Ministros, ex-ministros e parlamentares do mesmo espectro político também se manifestaram.
No dia 25 de janeiro, o Palácio do Planalto emitiu nota oficial de pesar sobre sua morte. Segundo a nota, Olavo deixou como legado "um verdadeiro apostolado a respeito da vida intelectual" e teria inspirado e influenciado "dezenas de milhares de alunos e leitores – inclusive, levando muitos à conversão à fé".
Olavo foi enterrado no Cemitério Saint Joseph em Petersburg, Virgínia, Estados Unidos, no dia 26 de janeiro. Em seu funeral, estiveram presentes familiares, o ex-chanceler Ernesto Araújo, o embaixador brasileiro nos Estados Unidos, Nestor Forster, e o blogueiro bolsonarista Allan dos Santos.
Apesar da falta de formação na área, duas ruas foram denominadas no Brasil como "Filósofo Olavo de Carvalho": em 10 de março de 2022, a Câmara Municipal de Sorocaba aprovou um projeto com a decisão e, em 5 de setembro de 2022, a Câmara Municipal de Porto Alegre repetiu o ato.

## Condecorações
- 1999 – Medalha do Pacificador[3]
- 2000 – Distinção honorífica da Ordem Nacional do Mérito da Romênia[6]
- 2001 – Medalha do Mérito Santos-Dumont[5]
- 2012 – Medalha Tiradentes[4]
- 2019 – Ordem do Rio Branco, no grau de Grã-Cruz[211]

## Obras
- A imagem do homem na astrologia. São Paulo: Jvpiter. 1980.
- O crime da Madre Agnes ou A confusão entre espiritualidade e psiquismo. São Paulo: Speculum. 1983.
- Questões de simbolismo astrológico. São Paulo: Speculum. 1983
- Universalidade e abstração e outros estudos. São Paulo: Speculum. 1983.
- Astros e símbolos. São Paulo: Nova Stella. 1985.
- Astrologia e religião. São Paulo: Nova Stella. 1986.
- Fronteiras da tradição. São Paulo: Nova Stella. 1986.
- Símbolos e mitos no filme "O silêncio dos inocentes". Rio de Janeiro: Instituto de Artes Liberais. 1992.
- Os gêneros literários: seus fundamentos metafísicos. 1993.
- O caráter como forma pura da personalidade. 1993.
- A nova era e a revolução cultural: Fritjof Capra & Antonio Gramsci. Rio de Janeiro: Instituto de Artes Liberais & Stella Caymmi. 1994.[212]
- Uma filosofia aristotélica da cultura. Rio de janeiro: Instituto de Artes Liberais. 1994.
- O jardim das aflições: de Epicuro à ressurreição de César - Ensaio sobre o materialismo e a religião civil, Rio de Janeiro: Diadorim. 1995.
- Aristóteles em nova perspectiva: Introdução à teoria dos quatro discursos. Rio de janeiro: Topbooks. 1996.
- O imbecil coletivo: atualidades inculturais brasileiras. Rio de Janeiro: Faculdade da Cidade. 1996.
- O futuro do pensamento brasileiro. Estudos sobre o nosso lugar no mundo. 1998.
- O imbecil coletivo II: A longa marcha da vaca para o brejo e, logo atrás dela, os filhos da PUC, as quais obras juntas formam, para ensinança dos pequenos e escarmento dos grandes. Rio de Janeiro: Topbooks. 1998.
- O Exército na História do Brasil. Edição bilíngue (português / inglês). 4 Vols. Rio de Janeiro/Salvador: Biblioteca do. Exército e Fundação Odebrecht, 1998.
- Coleção história essencial da filosofia. São Paulo: É Realizações. 2002-2006.
- A Dialética Simbólica - Ensaios Reunidos São Paulo: É Realizações. 2006.
- Maquiavel ou A Confusão Demoníaca São Paulo: Vide Editorial. 2011.
- A filosofia e seu Inverso, São Paulo: Vide Editorial. 2012.
- Os EUA e a nova ordem mundial (coautor Alexandre Dugin), São Paulo: Vide Editorial, 2012.
- Visões de Descartes entre o gênio mal e o espírito da verdade. Vide Editorial, 2013
- O Mínimo que Você Precisa Saber para não Ser um Idiota, Felipe Moura Brasil (org.), 467 páginas, Rio de Janeiro: Record, 2013.
- Apoteose da vigarice – Cartas de um terráqueo ao planeta Brasil (Volume I). São Paulo: Vide Editorial, 2013.
- O mundo como jamais funcionou – Cartas de um terráqueo ao planeta Brasil (Volume II).  Vide Editorial, 2014.
- A Fórmula para Enlouquecer o Mundo – Cartas de um terráqueo ao planeta Brasil (Volume III). Vide Editorial, 2014.
- A inversão revolucionária em ação – Cartas de um terráqueo ao planeta Brasil (Volume IV). Vide Editorial, 2015.
- O império mundial da burla – Cartas de um terráqueo ao planeta Brasil (Volume V). Vide Editorial, 2016.
- O dever de insultar – Cartas de um terráqueo ao planeta Brasil (Volume VI). Vide Editorial, 2016.
- Breve retrato do Brasil – Cartas de um terráqueo ao planeta Brasil (Volume VII). Vide Editorial, 2017.
- Os Histéricos no Poder. Cartas de Um Terráqueo ao Planeta Brasil (Volume VIII). Vide Editorial, 2018.

Como autor secundário
- Arthur Schopenhauer. Como vencer um debate sem precisar ter razão: em 38 estratagemas (dialética erística). Introdução, notas e comentários de Olavo de Carvalho. Rio de Janeiro: Topbooks, 1997.
- Otto Maria Carpeaux. Ensaios reunidos, 1942-1978. Organização, introdução e notas de Olavo de Carvalho. Rio de Janeiro: UniverCidade & Topbooks. 1999.
- Émile Boutroux. Aristóteles. Introdução e notas de Olavo de Carvalho. Rio de Janeiro: Record. 1999.
- René Guénon. A Metafísica Oriental. Tradução de Olavo de Carvalho.
- Mário Ferreira dos Santos - A Sabedoria das Leis Eternas. Introdução, edição de texto e notas de Olavo de Carvalho. São Paulo: É Realizações. 2001.
- Paulo Mercadante. A coerência das incertezas: símbolos e mitos na fenomenologia histórica luso-brasileira. Introdução, edição de texto e notas de Olavo de Carvalho. É Realizações, 2001.
- Wolfgang Smith. O Enigma Quântico. Prefácio à Edição Brasileira: Olavo de Carvalho. Vide Editorial, 2011.
- Andrew Lobaczewski. Ponerologia: Psicopatas no Poder. Com prefácio de Olavo de Carvalho. Vide Editorial, 2014.